# Gornji Orah
Gornji Orah (cyr. Горњи Орах) – wieś w Serbii, w okręgu jablanickim, w gminie Vlasotince. W 2011 roku liczyła 242 mieszkańców.